# クロンアナ県
クロンアナ県（クロンアナけん、ベトナム語：Huyện Krông Ana?）は、ベトナム社会主義共和国ダクラク省の県。面積は356.09 km²、人口は95,210人（2019年）である。

## 行政区画
1市鎮7社から構成される。